# اشارتسو
اشارتسو (به آلمانی: Eckartsau) یک منطقهٔ مسکونی در اتریش است که در ناحیه گنزرندورف واقع شده‌است. اشارتسو ۱٬۱۷۹ نفر جمعیت دارد.